# Syzygospora nivalis
Syzygospora nivalis är en lavart som beskrevs av Chee J. Chen, Oberw. & Z.C. Chen 1998. Syzygospora nivalis ingår i släktet Syzygospora och familjen Carcinomycetaceae.   Inga underarter finns listade i Catalogue of Life.